# 朱蘊山
朱蕴山（1887年11月3日—1981年4月30日），又名朱汶山，字锡藩，男，
安徽六安人，中国民主革命家，中华人民共和国政治人物，原副国级领导人。

## 生平
朱蕴山的父亲朱瑞生曾参加过太平军，受父亲影响，朱蕴山从小就立志反清，1906年，朱蕴山考入安徽巡警学堂，期间经徐锡麟介绍加入光复会，并先后参加了参加徐锡麟刺杀恩铭之役、安庆起义，安庆马炮营起义，但均起义失败。
1916年4月，朱蕴山在安庆因参与反袁运动被捕，到袁世凯去世后方才获释。
1925年11月，朱蕴山在参加中国国民党第二次全国代表大会时，加入了中国共产党。在国共分裂后，朱蕴山参与了1927年8月1日的南昌起义，并成为中国国民党革命委员会成员。在八七会议后，因对中共内部激烈的路线斗争失望，脱离了中国共产党。1930年，参与组建中国国民党临时行动委员会。
1948年1月1日，中国国民党革命委员会在香港成立，朱蕴山被选为中央常委兼组织部长，并暂代政治委员会主任。1954年，当选第一届全国人民代表大会代表。1978年3月当选为全国政协副主席、1979年7月补选为全国人大常委会副委员长，1979年10月，在民革第五次全国代表大会上，朱蕴山当选为民革中央主席。1981年4月30日，朱蕴山逝世。